# Manne Hallengren
August Emanuel (Manne) Hallengren, född 7 januari 1875 i Stockholm, död 1951, var en svensk målare och grafiker.

## Biografi
Manne Hallengren var son till målaremästaren Anders Lorens Hallengren och Sofia Charlotta Åström samt från 1901 gift med Signe Dahlström. Han studerade vid Althins målarskola 1896 och vid Konstakademien 1898–1902, dessutom studerade han grafik vid Etsningsskolan för Axel Tallberg 1901. Separat ställde han ut i ett tiotal svenska städer och han medverkade i samlingsutställningar i Gävle och Göteborg. Han var vid sidan av sitt konstnärskap verksam med dekorationsarbeten vid Mosebacketeatern och andra teatrar i Stockholm. Hans konst består av porträtt, interiörbilder samt landskapsskildringar.

## Teater

### Scenografi (ej komplett)
| År   | Produktion                      | Upphovsmän                                     | Regi          | Teater                | Noter                           |
| ---- | ------------------------------- | ---------------------------------------------- | ------------- | --------------------- | ------------------------------- |
| 1920 | När katten är borta, revy       | Doktor Bartholo & Co                           | Carl Engström | Pallas-Teatern        |                                 |
| 1921 | Luffarkongressen, revy          | Uno Weilerz                                    | Uno Weilerz   | Mindre Teatern        |                                 |
| 1922 | Tatlows hemlighet The Middleman | Henry Arthur Jones                             | Albert Ståhl  | Centralteatern        |                                 |
| 1922 | Trilby                          | George du Maurier Dramatisering Paul M. Potter | Albert Ståhl  | Centralteatern        | Tillsammans med Elias Johansson |
| 1922 | Anna-Lenas friare               | Gideon Wahlberg                                | Leopold Edin  | Söders friluftsteater |                                 |